# Drosophila picta
Drosophila picta este o specie de muște din genul Drosophila, familia Drosophilidae, descrisă de Zetterstedt în anul 1847. Conform Catalogue of Life specia Drosophila picta nu are subspecii cunoscute.